# Abdul Majeed Waris
Abdul Majeed Waris (ur. 19 września 1991 w Tamale) – ghański piłkarz grający na pozycji napastnika. Od 2022 roku zawodnik cypryjskiego klubu Anorthosis Famagusta.

## Kariera klubowa
Abdul Majeed Waris jest wychowankiem ghańskiej akademii piłkarskiej Right to Dream Academy. W sezonie 2008/2009, w ramach współpracy tej akademii z angielską szkołą Hartpury College, reprezentował barwy drużyny piłkarskiej Hartpury College. W rozgrywkach juniorskich strzelił wówczas 36 bramek w 21 meczach. Latem 2010 roku podpisał czteroletni kontrakt ze szwedzkim klubem BK Häcken. W debiutanckim sezonie (2010) rozegrał 10 meczów ligowych, w których nie zdobył bramki. W czasie meczów sparingowych przed kolejnym sezonem (2011) zdobył 9 bramek w 8 spotkaniach. Na początku rozgrywek ligowych doznał jednak kontuzji, w wyniku której na pewien czas został odesłany do drugiej drużyny BK Häcken. W sumie w ciągu całego sezonu w barwach pierwszej drużyny swojego klubu rozegrał 16 spotkań, w których strzelił 3 gole. W pierwszych dwóch kolejkach sezonu 2012 zdobył 2 bramki, dzięki czemu został podstawowym zawodnikiem swojej drużyny. 16 maja 2012 roku w meczu ligowym przeciwko klubowi IFK Norrköping zdobył 5 goli. Dotychczas (lipiec 2012) w sezonie 2012 zagrał w 14 meczach ligowych, w których zdobył 13 bramek i miał 2 asysty, dzięki czemu jest liderem klasyfikacji strzelców ligi Allsvenskan.
W listopadzie 2012 roku został przetransferowany do Spartaka Moskwa. W rosyjskim klubie zadebiutował 10 marca 2013 roku, gdy wszedł na boisko w 82 minucie meczu z Terekiem Grozny.
W 2014 roku przeszedł do tureckiego Trabzonsporu, a w 2015 roku odszedł do francuskiego FC Lorient. Następnie grał w FC Porto, w FC Nantes i w RC Strasbourg. W 2022 przeszedł do Anorthosisu Famagusta.

## Kariera reprezentacyjna
W lutym 2012 roku, wraz z Patrickiem Nyarko, został powołany do reprezentacji Ghany w piłce nożnej na towarzyski mecz z reprezentacją Chile, zastępując w niej kontuzjowanych André i Jordana Ayew. 29 lutego 2012 roku zadebiutował w seniorskiej kadrze swojego kraju, wchodząc na boisko w 76. minucie towarzyskiego meczu z Chile.